# Shelbyville (Illinois)
Shelbyville è un comune degli Stati Uniti d'America, situato nell'Illinois, nella contea di Shelby, della quale è anche il capoluogo.